# Iamàlia
Iamàlia o el Districte Autònom Iamalo-Nenets (en rus Яма́ло-Не́нецкий автоно́мный о́круг Iamalo-Nénetski avtonomni ókrug, o simplement Ямалия Iamàlia; en llengua nenets Ямалы-Ненёцие автономной ӈокрук Jamaly'-Nenëtsie" avtonomnyj ñokruk) és un districte autònom de Rússia i, per tant, un subjecte federal de la Federació Russa. La capital és Salekhard, però altres ciutats són Noiabrsk (pob. 96.440) i Novi Urengoi (pob. 94.456). Malgrat ésser per si mateix un subjecte federal, en alguns àmbits se'l considera dins la jurisdicció administrativa de l'óblast de Tiumén.

## Geografia
Limita al sud amb Khàntia-Mànsia, a l'est amb la República de Komi i amb Nenètsia, i a l'oest amb el krai de Krasnoiarsk.

## Economia
L'àrea és rica en gas natural, abasta gran part de la conca petrolífera de la Sibèria occidental, amb dipòsits com el camp de gas de Bovanénkovo. La segona companyia de gas més important de Rússia, Novatek, té la seu a Salekhard.

## Població
Compta amb una població estimada de 510.000 habitants, segons el cens de 2021 i una extensió de 750.300 km². El territori ha estat destí de nombrosos treballadors d'arreu de Rússia que arribaren a la zona i que han minoritzat els pobles nadius de la regió, de tal manera que actualment els nenets només són el 5,2% de la població, superats en nombre pels tàtars (5,4%), ucraïnesos (13%) i russos (58,8%). Altres grups ètnics en importància inclouen belarussos (8.989 o 1,8%), khantis (1,7%), àzeris (8.353 o 1,65%), baixkirs (7.932 o 1,56%), komis (1,22%), moldaus (5.400 or 1,06%) i altres. (segons el Cens rus (2002))
|            | cens 1939      | cens 1959      | cens 1970      | cens 1979     | cens 1989       | cens 2002       |
| ---------- | -------------- | -------------- | -------------- | ------------- | --------------- | --------------- |
| Nenets     | 13.454 (29,3%) | 13.977 (22,4%) | 17.538 (21,9%) | 17.404 (11%)  | 20.917 (4,2%)   | 26.435 (5,2%)   |
| Khantis    | 5.367 (11,7%)  | 5.519 (8,9%)   | 6.513 (8,1%)   | 6.466 (4,1%)  | 7.247 (1,5%)    | 8.760 (1,7%)    |
| Komis      | 4.722 (10,3%)  | 4.866 (7,8%)   | 5.445 (6,8%)   | 5.642 (3,6%)  | 6.000 (1,2%)    | 6.177 (1,2%)    |
| Selkups    | 87 (0,2%)      | 1.245 (2%)     | 1.710 (2,1%)   | 1.611 (1%)    | 1.530 (0,3%)    | 1.797 (0,4%)    |
| Russos     | 19.308 (42,1%) | 27.789 (44,6%) | 37.518 (46,9%) | 93.750 (59%)  | 292.808 (59,2%) | 298.359 (58,8%) |
| Ucraïnesos | 395 (0,9%)     | 1.921 (3,1%)   | 3.026 (3,8%)   | 15.721 (9,9%) | 85.022 (17,2%)  | 66.080 (13%)    |
| Tàtars     | 1.636 (3,6%)   | 3.952 (6,3%)   | 4.653 (5,8%)   | 8.556 (5,4%)  | 26.431 (5,3%)   | 27.734 (5,5%)   |
| Altres     | 871 (1,9%)     | 3.065 (4,9%)   | 3.574 (4,5%)   | 9.694 (6,1%)  | 54.889 (11,1%)  | 71.664 (14,1%)  |